# Phacelia marshall-johnstonii
Phacelia marshall-johnstonii är en strävbladig växtart som beskrevs av N.Duane Atwood och D.J.Pinkava. Phacelia marshall-johnstonii ingår i Faceliasläktet som ingår i familjen strävbladiga växter. Utöver nominatformen finns också underarten P. m. deliciasana.